# Dorothy Donegan
Dorothy Donegan (Chicago, 6 april 1924 – Los Angeles, 19 mei 1998) was een Amerikaanse jazzpianiste.

## Biografie
Donegan groeide op in Chicago en kreeg op 6-jarige leeftijd pianoles. Aan het conservatorium en aan het Chicago Musical College werd haar bekwaamheid op de piano vroeg herkend en aangemoedigd. Vervolgens ging ze naar de University of Southern California. Tijdens de vroege jaren 1940 was ze de beschermeling van Art Tatum. In 1942 nam ze de eerste plaat op, werkte daarna aanvankelijk in cocktaillounges. Naast Cab Calloway en W.C. Fields kreeg ze een rol in de muziekfilm Sensations of 1945 en werkte ze daarna ook in het theater (Star Time). Met de hoogste virtuositeit, maar zonder een zeker stilistisch gevoel werd ze een pianosensatie met een voorliefde voor eclecticisme. In haar hoogvirtueuze spel mengde Rachmaninoff zich respectloos met Jimmy Yancey.
Toen haar doorbraak in de Amerikaanse jazzbusiness niet terstond en razendsnel lukte, ging ze van het in 1945 geformeerde jazztrio, waarmee ze een 78" inspeelde voor Continental Records, weer over naar solopresentaties en overwoog ze ook om te wisselen naar het klassieke concertgebeuren. Echter in plaats daarvan werkte ze in de nachtclubs van Chicago en amuseerde ze met jazzstandards en evergreens het daar aanwezige publiek.
Haar eerste zes albums leken naast haar latere live-successen relatief onzeker. Pas vanaf de jaren 1980 werd ze feitelijk gewaardeerd in het muziekleven en werd ze ook regelmatig uitgenodigd naar Europa, waar ze onder meer tijdens het North Sea Jazz Festival, maar ook in clubs als het Weense Jazzland het publiek meesleepte. Dit vermogen weerspiegelt zich ook in haar liveopnamen van 1991. Bovendien werd ze uitgenodigd om voordrachten te houden aan de Harvard University, de Northeastern University en de Manhattan School of Music en kreeg ze het eredoctoraat.
In 1998 werd ze opgenomen in de Big Band and Jazz Hall of Fame. De klassiek opgeleide pianiste blijft veeleer bekend voor haar boogiewoogie-optredens, hoewel ze ook bop, swing en klassieke muziek gespeeld heeft.

## Overlijden
Dorothy Donegan overleed in mei 1998 op 74-jarige leeftijd aan de gevolgen van kanker.

## Discografie
- 1953/1979: Dorothy Romps – A Piano Retrospective (Rosetta Records – Women's Heritage Series)
- 1979: Makin' Whoopee solo (Black and Blue)
- 1980: I  Just Wand To Sing met Jerome Hunter & Ray Mosca – (Audiophile)
- 1990: Live at the Floating Jazz Festival met Jon Burr & Ray Mosca (Chiaroscuro)

- Bibliothèque nationale de France: cb13921498f (data)
- Gemeinsame Normdatei: 134361016
- International Standard Name Identifier: 0000 0000 5513 4867
- Library of Congress Control Number: n91091984
- MusicBrainz: 6adad8c8-d487-48e0-97fe-40b9e5a3bbe7
- Nederlandse Thesaurus van Auteursnamen: 097284955
- SNAC: w6xh0xk5
- Système universitaire de documentation: 078532051
- Virtual International Authority File: 17409455
- WorldCat: E39PBJy4dWTTFxJXJFHkMPMXVC